# Zygmunt Langman

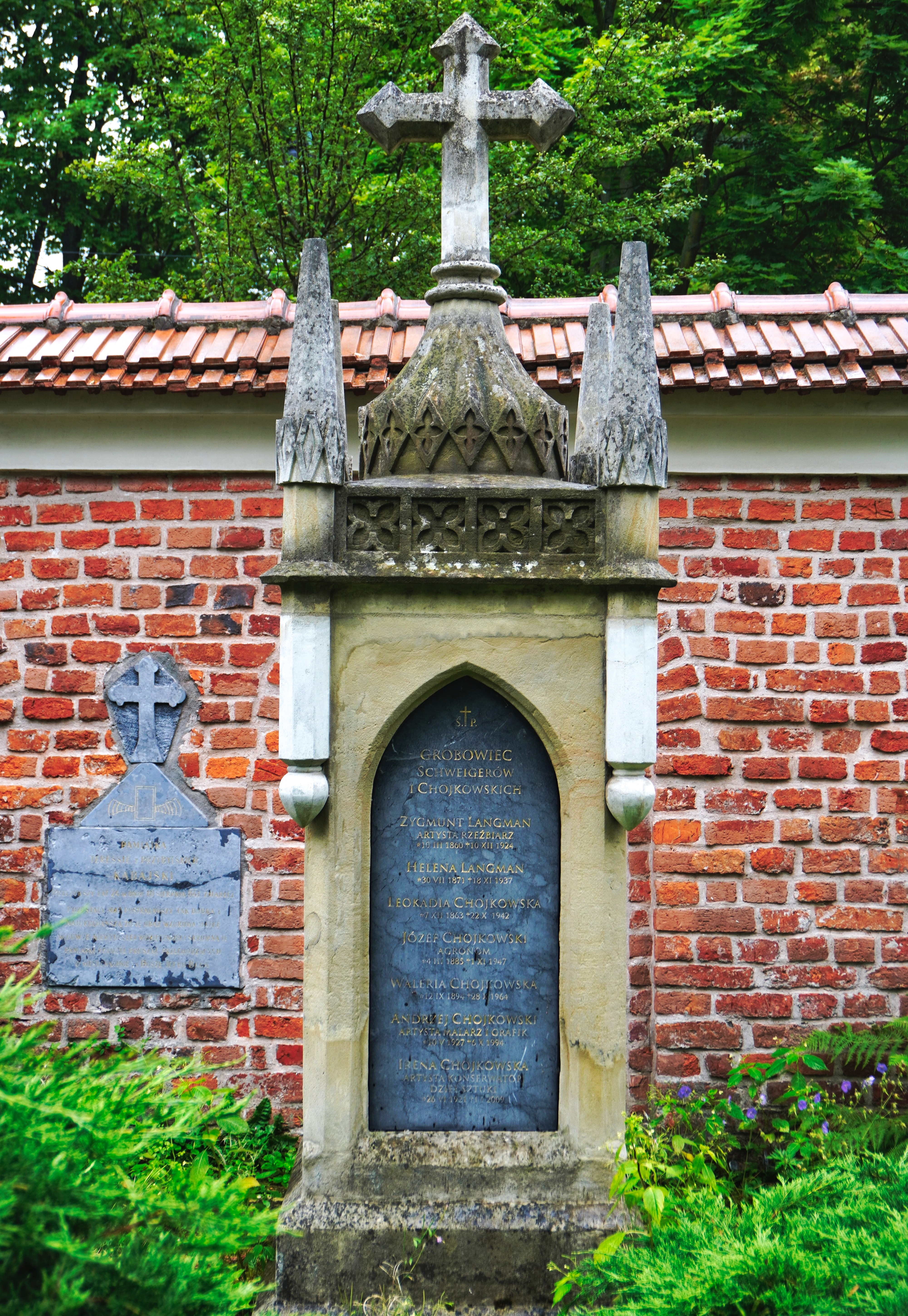
Grób Zygmunta Langmana na Cmentarzu Rakowickim w Krakowie

Zygmunt Langman (ur. 10 marca 1860 w Krakowie, zm. 10 grudnia 1924 tamże) – polski rzeźbiarz.

## Życiorys i twórczość
Rodzicami jego byli: Ferdynand (rzeźbiarz) i Teofila z d. Siarkowska. Ukończył Gimnazjum św. Anny i w 1877 roku rozpoczął studia w Szkole Sztuk Pięknych, które z przerwami kontynuował do 1887 roku pod kierunkiem Marcelego Guyskiego i Walerego Gadomskiego. Studia uzupełniał w Monachium (tam uzyskał dyplom) i Rzymie u Giulia Monteverdego.
Jedną z pierwszych jego prac była płaskorzeźba Orła Piastowskiego na Bramie Floriańskiej, którą wykonał w 1882 roku według projektu Jana Matejki. W latach 1890–1892 pracował przy restauracji kościoła Mariackiego, wykonując posągi proroków w prezbiterium: Jeremiasza, Dawida, Daniela, Izajasza, Jonasza i Ezechiela oraz Św. Cecylii, a od 1912 roku posągi do nawy głównej. W 1893 roku wykonał rzeźbę Kapłana z wychowankami znajdującą się na fasadzie Schroniska Lubomirskich. W 1895 roku zrealizował 5 figur zdobiących fasadę kościoła w Wadowicach. W 1897 roku wykonał 6 figur świętych polskich oraz Św. Cecylię i Św. Grzegorza Wielkiego do katedry tarnowskiej. Do katedry przemyskiej wykonał 11-osobową grupę Złożenia do Grobu w ołtarzu głównym. W 1895 roku wraz z Tomaszem Prylińskim zaprojektował i wykonał epitafium Jana I Goetza w kaplicy rodowej rodu Goetzów i grobowiec dla Tomasza Prylińskiego.
Uczestniczył w wielkiej restauracji  Katedry Wawelskiej na przełomie XIX i XX wieku. W 1899 r. sporządzoną przez niego kopią zastąpiono oryginalny posąg św. Stanisława na fasadzie Katedry. Z kolei w 1900 roku wykonał posąg św. Augustyna do nawy głównej katedry wawelskiej. 
W tym samym roku przeniósł się do Warszawy. Wykonał rzeźby Geniusza Techniki na fasadzie politechniki warszawskiej, Naukę dla Theatrum Anatomicum, dekoracje Domu Techników oraz konie z trębaczami na fasadę Poczty Głównej.
W 1902 roku wykonał rzeźby Uranii i Ateny, zdobiące bramę główną UW. Przyjął również zlecenia z innych miast i miejscowości. Jego autorstwa jest rzeźba Temidy, zdobiąca budynek sądu w Piotrkowie Trybunalskim. W Osiecku do miejscowego kościoła wykonał figury ołtarzowe i figurę Matki Boskiej na fasadę kościoła.
W 1909 roku wykonał krucyfiks w kaplicy św. Krzyża, oraz figurę św. Józefa w ołtarzu głównym kościoła św. Józefa w Krakowie – (Podgórzu).
W 1912 roku wrócił do Krakowa i wznowił prace dla kościoła Mariackiego, równocześnie w latach 1912–1914 współpracując z Piusem Welońskim przy realizacji Drogi Krzyżowej na Jasnej Górze. Wykonał rzeźby rodzajowe np. Wdówkę i Żebraczkę oraz mitologiczne: Prometeusza i Wenus na fali. Brał udział w wystawach w Krakowie w latach 1884, 1886, 1888, 1894 i 1916 oraz we Lwowie w 1885.
Jego synami byli m.in. Bogusław Langman (1905-1988), rzeźbiarz, ksiądz i historyk sztuki Jerzy Langman (1903 - 1992) i odznaczony krzyżem Orderu Virtuti Militari ppor. Antoni Marian Langmann (1899 - 1919).

## Zbiory
Jego rzeźby znajdują się w Muzeum Narodowym w Krakowie, Muzeum Uniwersytetu Jagiellońskiego i w Rydlówce.

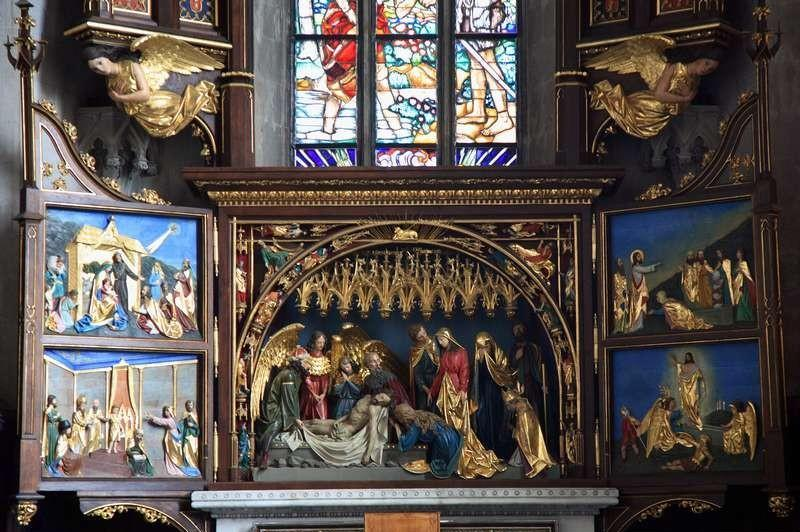
Grupa rzeźbiarska Złożenie do Grobu w ołtarzu głównym katedry w Przemyślu
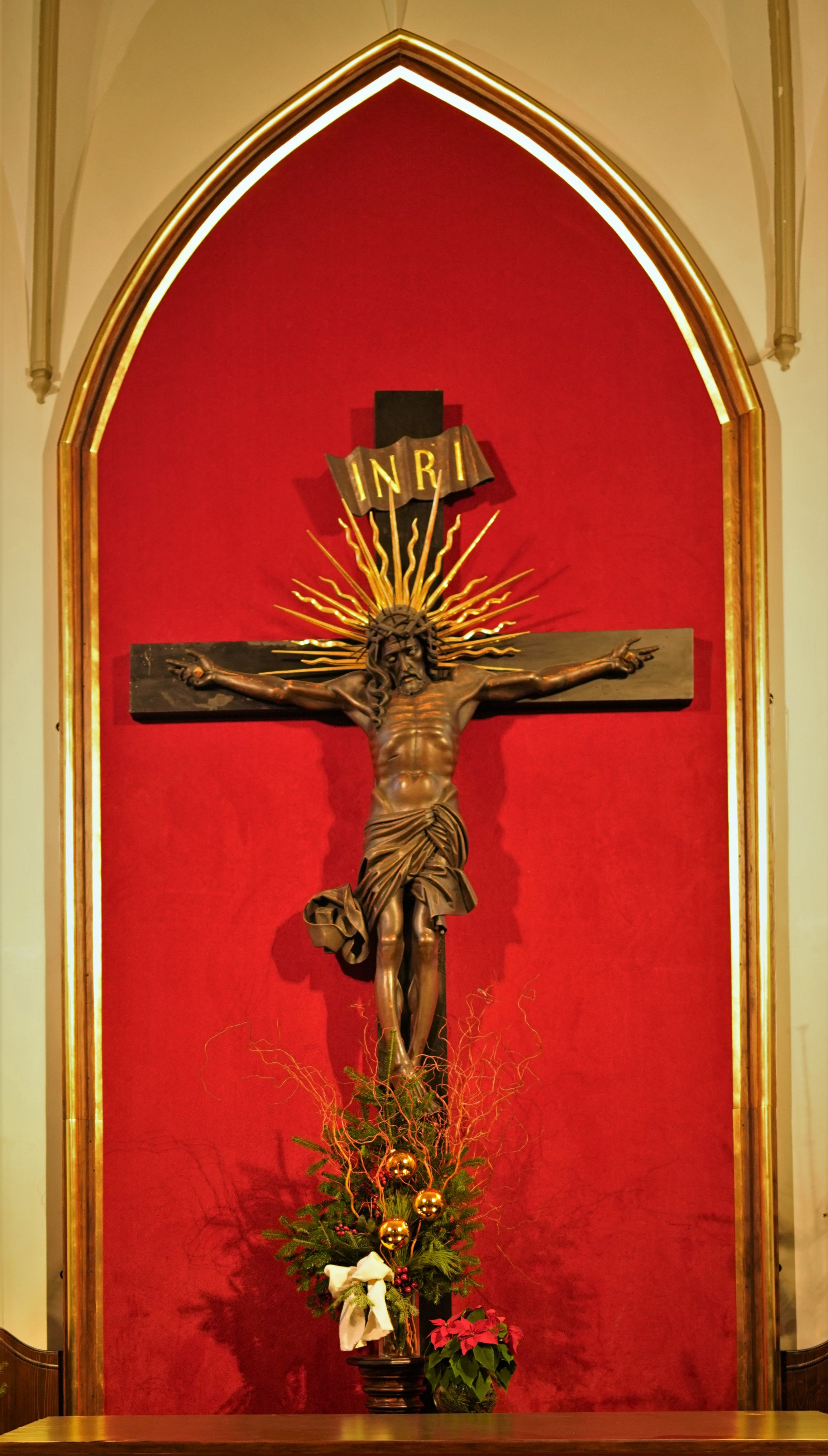
Krucyfiks z 1909 r. w kaplicy św. Krzyża w kościele św. Józefa w Krakowie
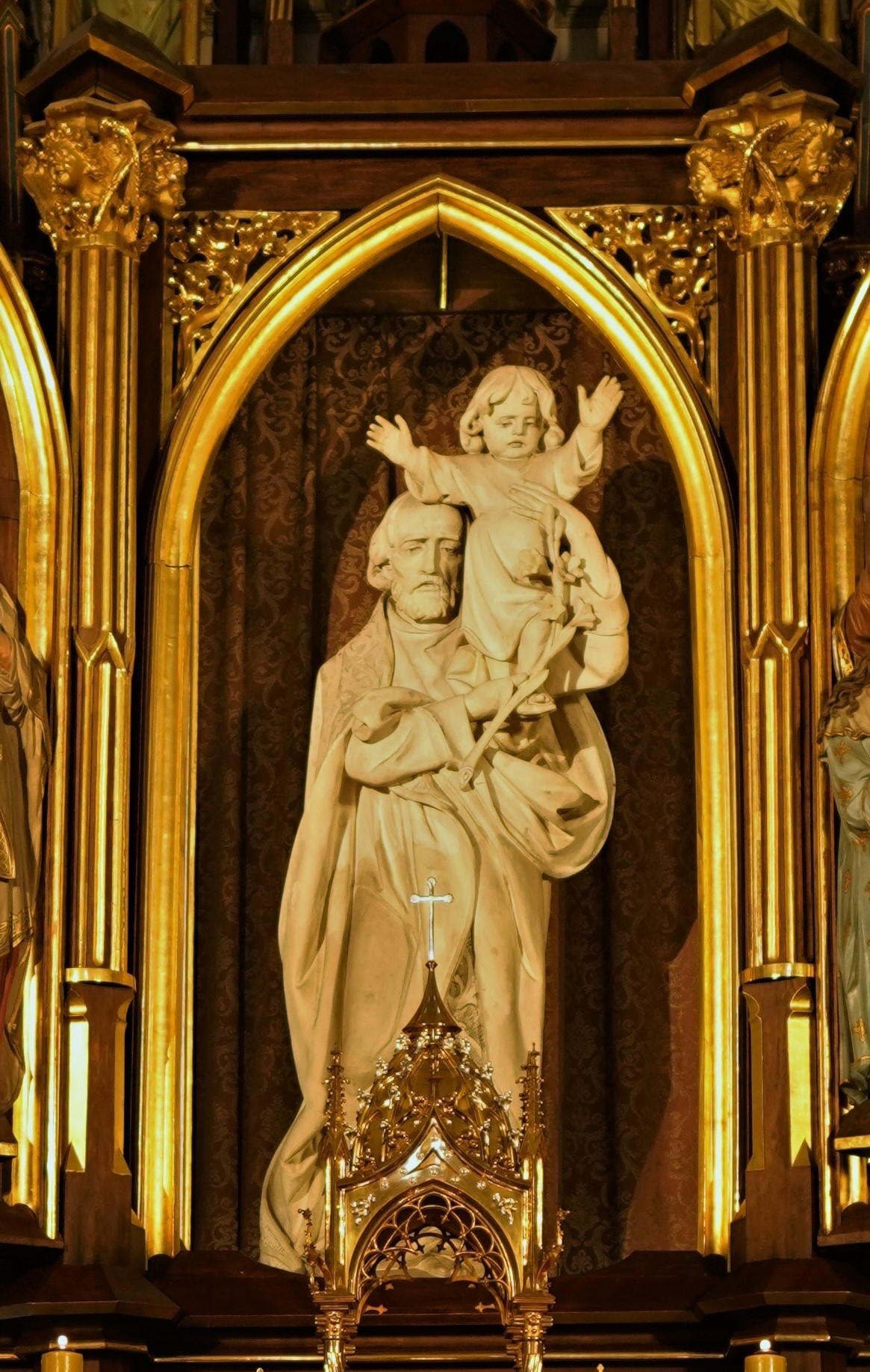
Figura św. Józefa z 1909 r. w ołtarzu głównym kościoła św. Józefa w Krakowie
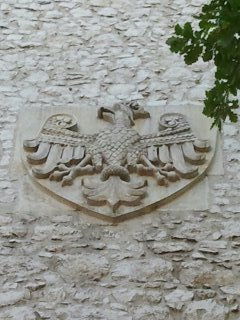
Orzeł piastowski na Bramie Floriańskiej w Krakowie
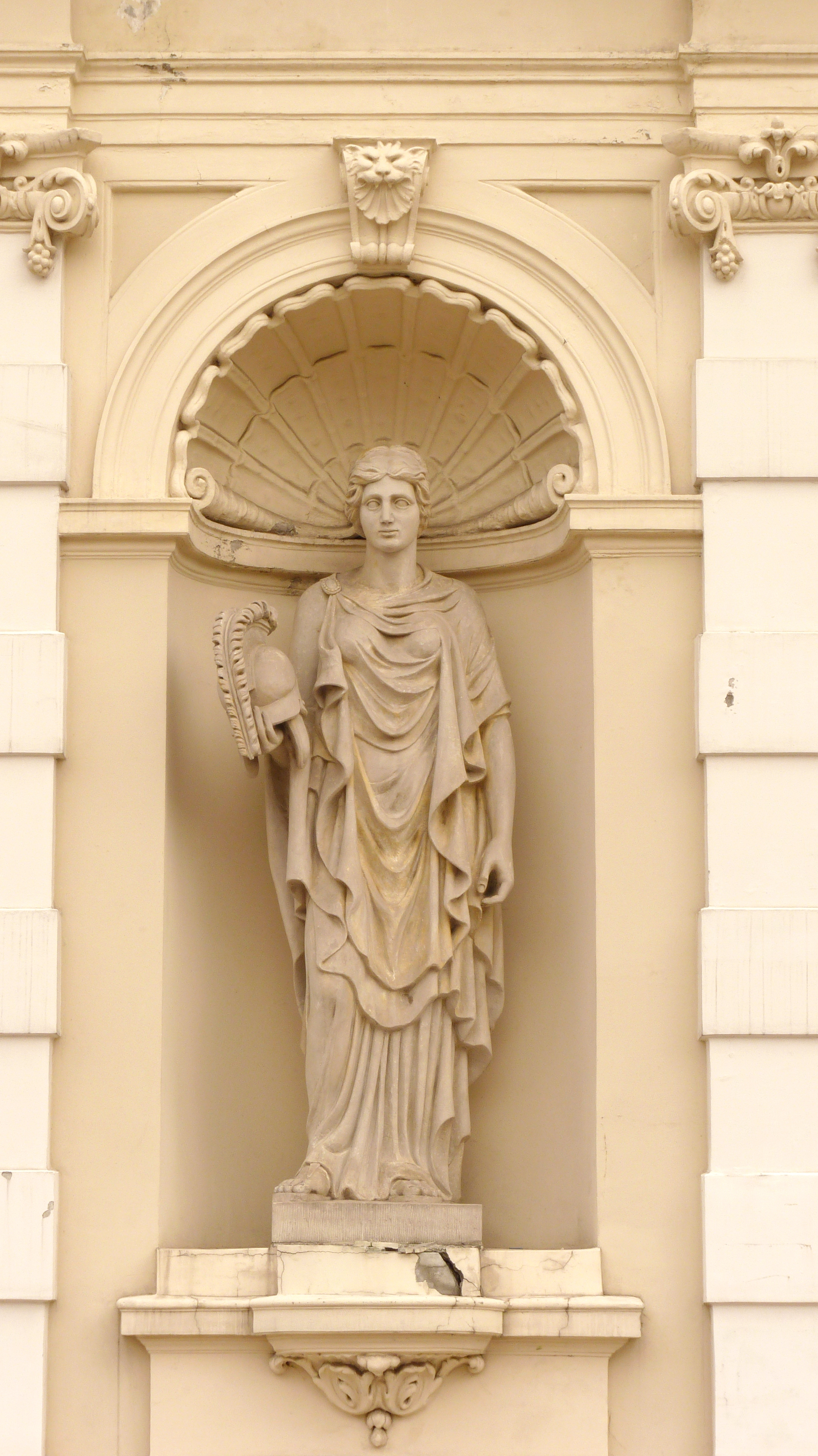
Posąg Ateny w bramie głównej Uniwersytetu Warszawskiego
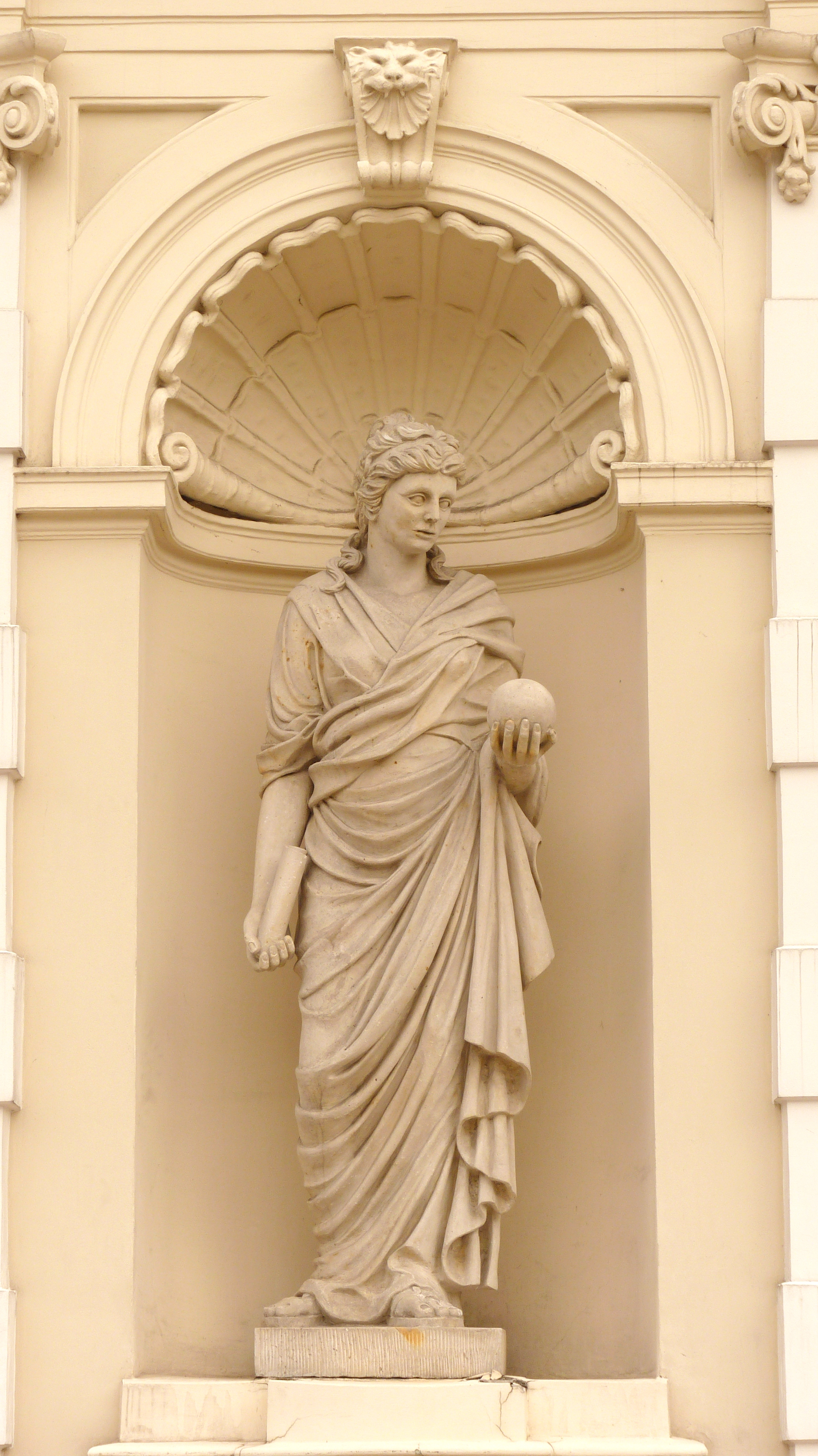
Posąg Uranii w bramie głównej Uniwersytetu Warszawskiego
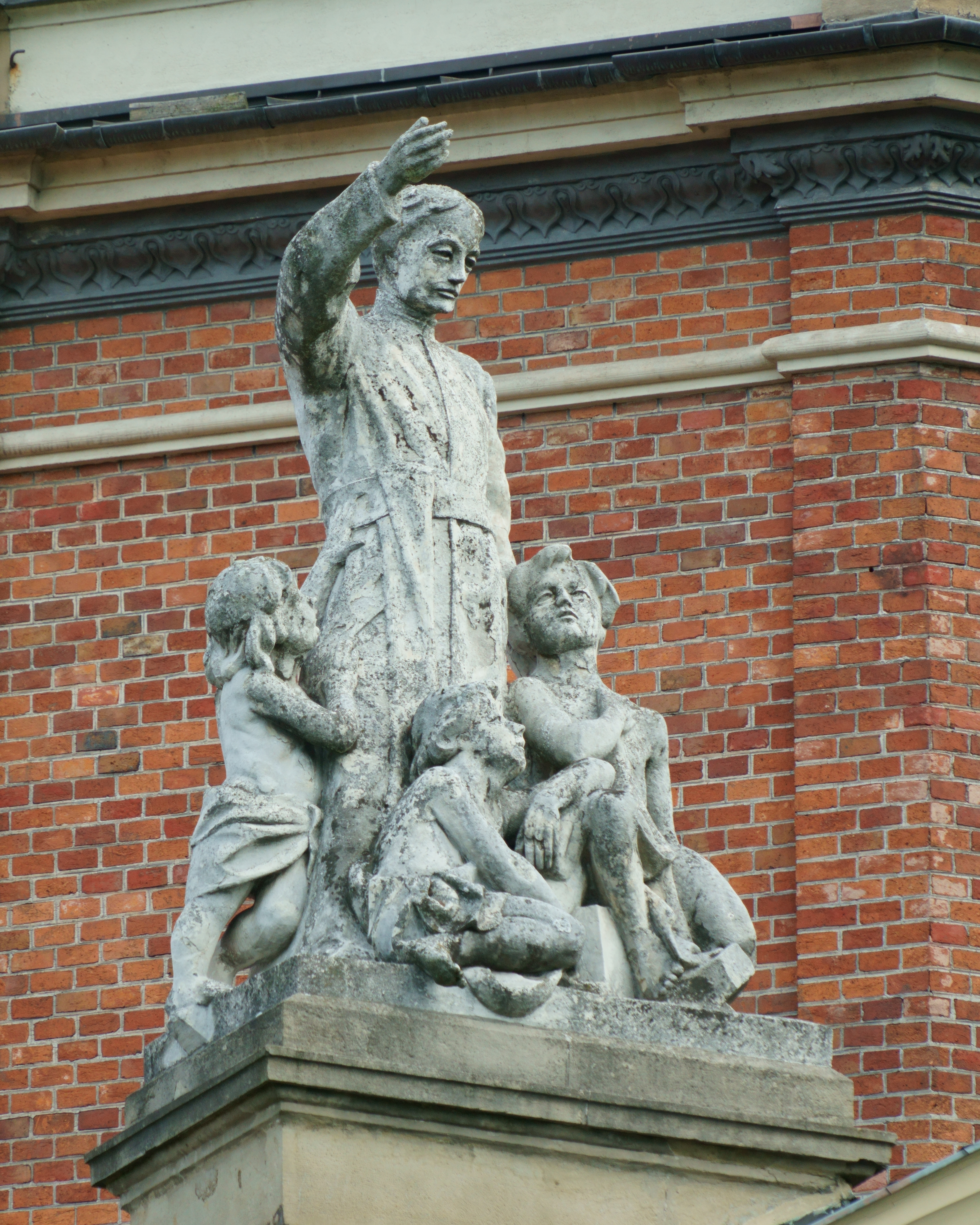
Ksiądz z wychowankami na fasadzie Schroniska Lubomirskich w Krakowie.